# Sorø klosterkyrka

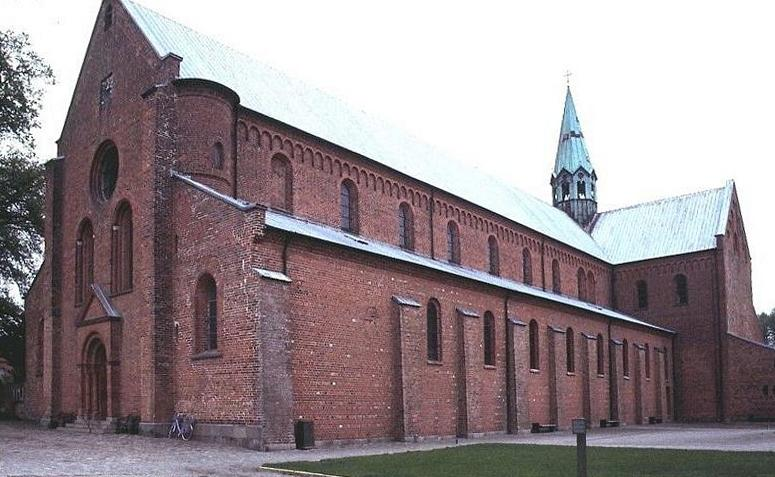
Sorø klosterkyrka

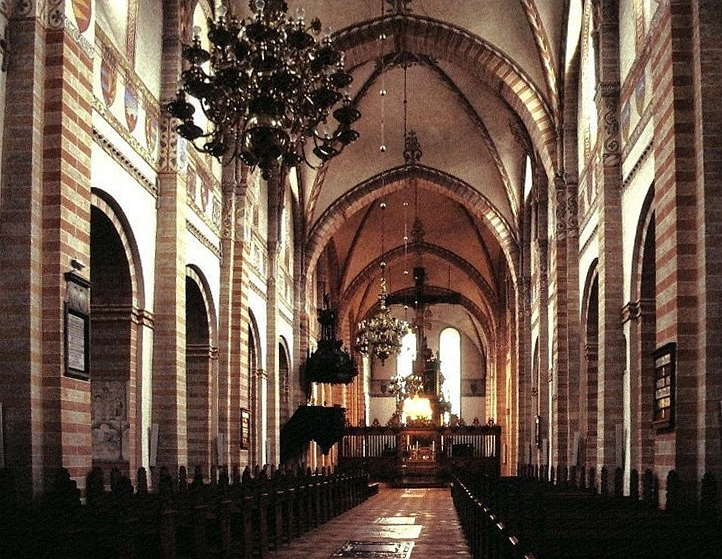
Skeppet sett mot öster

Sorø klosterkyrka (danska: Sorø Klosterkirke) är belägen i Sorø och byggdes som gravkyrka för Hvideätten. Den mest berömda av Hviderne, biskop Absalon, kallade år 1161 cisterciensermunkar från Esrum kloster att bygga kyrkan och Sorø kloster. Munkarna byggde i tidens nya material, tegel, och den stod färdig när Absalon dog år 1201. Han begravdes framför högaltaret, och många av Hviderne har gravplatser i kyrkan. Det samma gäller kung Kristofer II, drottning Eufemia och deras son, kung Valdemar Atterdag. Kung Kristofer och drottning Eufemia ligger i bronseffigier på deras sarkofag ihop med ett av deras sex barn, en liten flicka. Men dekorationerna i alabaster och figuren i naturlig storlek på Valdemars gravsten förstördes när en del av valvet kollapsade 1651, så nu återstår sarkofagen i svart granit. Det är även osäkert om barnfiguren på kung Kristofers epitafium föreställer dottern Agnes eller dottern Helvig, vilka båda dog som barn.
År 1387 begravdes Margareta I:s son kung Olof II i kyrkan – hans gravsten är nu inmurad i korets östra vägg. När Margareta dog 1412 fördes hon på egen begäran till Sorø. Till munkarnas stora förtret "bortförde" roskildebiskopen Peder Jensen Lodehat drottningens kropp kort därefter, och hon bisattes i Roskilde domkyrka den 4 juli 1413.
Sorø Klosterkyrka ägs av Stiftelsen Sorø Akademi.